# Giovanni Antonio da Pordenone

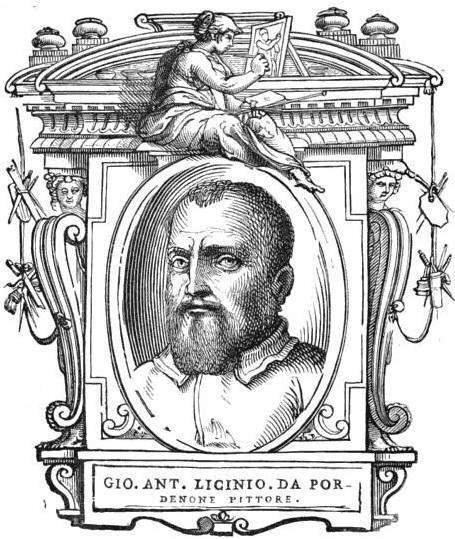
Il Pordenone (Vasari, 1568)

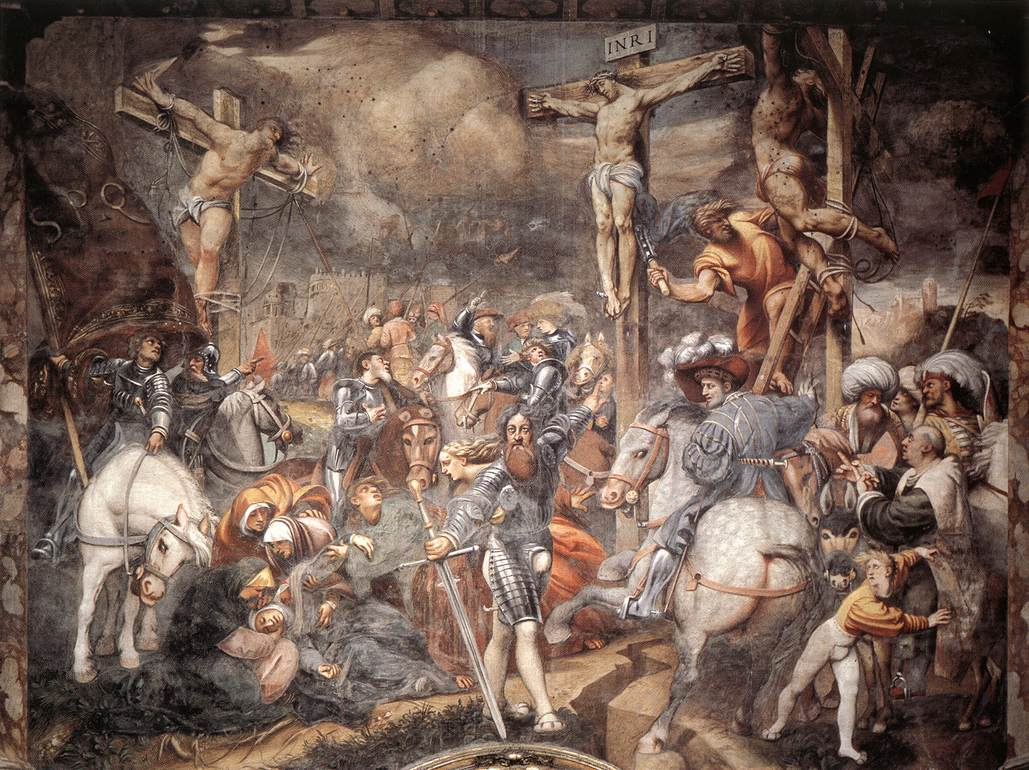
Golgotha (1520/21)

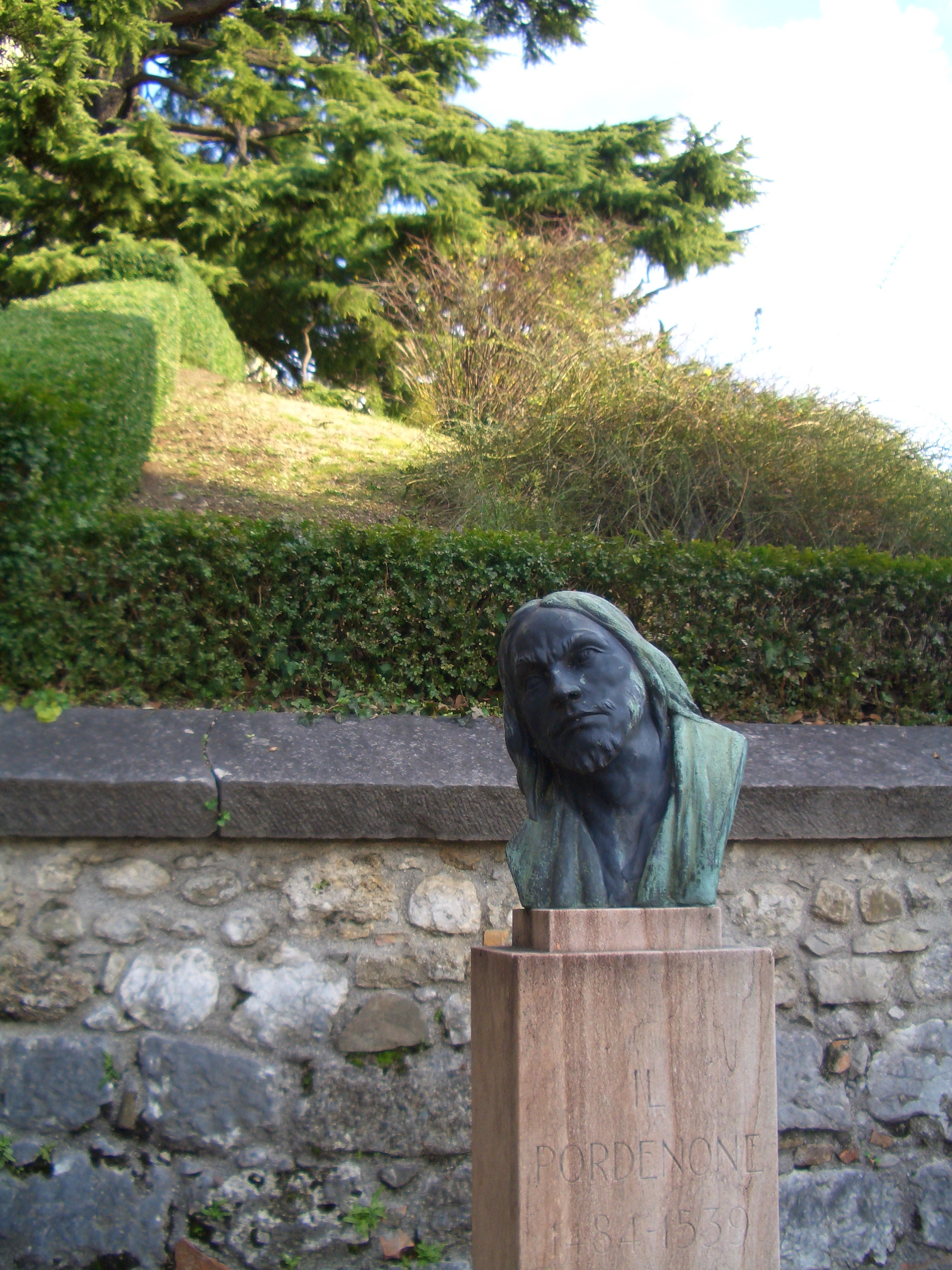
Büste des Malers Pordenone (1484–1539) in Udine

Il Pordenone (* um 1484 in Pordenone; † 14. Januar 1539 in Ferrara; auch de Corticellis, falsch Licinio genannt, eigentlich Giovanni Antonio da Pordenone) war ein italienischer Maler.

## Leben
Pordenone bildete sich nach den Vorbildern seiner friaulischen Heimat und nahm erst um 1510 den Einfluss des Giorgione und Antonio Palma an, ohne jedoch seine Derbheit der Formenbehandlung und seine Neigung für dramatische Darstellungen aufzugeben. 1535 siedelte er nach Venedig über, und in demselben Jahr wurde er von dem König von Ungarn, Johann Zápolya, in den Adelsstand erhoben, weshalb er den Beinamen „Regillo“ annahm.
1538 von Herzog Ercole II. d’Este an dessen Hof nach Ferrara berufen, starb er im Januar 1539 daselbst.
Ein Verwandter von ihm war Bernardino Licinio da Pordenone, welcher von 1524 bis 1542 tätig war und vorzugsweise Bildnisse gemalt hat, die an dem rötlichen Fleischton kenntlich sind.

## Werke
Pordenone hat zahlreiche Fresken und Altarbilder gemalt, von denen hervorzuheben sind: der Freskencyklus aus dem Neuen Testament in San Salvatore zu Colalto, die Decken- und Wandmalereien in der Malchiostrokapelle des Doms zu Treviso, im Dom zu Cremona (1520–1522) und in der Kirche Madonna di Campagna in Piacenza (1529–1531), die Altarbilder Madonna zwischen Heiligen im Dom zu Pordenone (1515), eine Madonna mit Stiftern und Heiligen (1526) und die Glorie des heiligen Lorenzo Giustiniani (Accademia zu Venedig). Von seinen Wandmalereien an Häusern und in Kreuzgängen Venedigs sind die meisten untergegangen oder halb verloschen. Erhalten ist u. a. sein Hl. Martin und Christoforus (1528) in der Kirche San Rocco. In Spilimbergo ist ein von ihm bemaltes Orgelgehäuse erhalten.